# Midway (Columbia Britannica)
Midway è un villaggio del Canada, situato in Columbia Britannica, nel distretto regionale di Kootenay Boundary.